# Asymmetrione clibanarii
Asymmetrione clibanarii is een pissebed uit de familie Bopyridae. De wetenschappelijke naam van de soort is voor het eerst geldig gepubliceerd in 1975 door John C. Markham.